# Fáma
Fáma (také domněnka či zvěst, anglicky rumour či rumor) je téměř vždy smyšlená, polopravdivá či nepravdivá informace o člověku, jevu či události ze všech sfér soudobého či současného života.
V hovorovém jazyce se někdy označuje také slovem mýtus.

## Definice fámy
Fáma je uvěřitelná informace nejistého původu, která se spontánně šíří mezi lidmi, a která se zpravidla vztahuje k nějaké aktuální události, diskusi či otázce.
Různí se definice etnologů, sociologů či psychologů. Někteří tvrdí, že ji jednoznačně definovat nelze.
- G. W. Allport, L. Postman: „Fáma je sdělení, které se týká aktuálních událostí, kterému se má věřit a které se šíří od osoby k osobě zpravidla ústně. Neobsahuje údaje, podle nichž by se dala posoudit jeho pravdivost.“[1]
- R. Knapp: „Fáma je informace předkládaná k věření. Souvisí s aktuálním děním a je rozšiřována bez oficiálního ověření.“[2]
- W. Peterson, N. Gist: „Fáma je neověřená zpráva nebo vysvětlení rozšířené mezi lidmi. Týká se předmětu, události nebo otázky veřejného zájmu.“[3]
- T. Shibutani: „Fáma je výsledkem společného intelektuálního úsilí společenské skupiny dospět k uspokojivému výkladu události.“[4]

## Historie
Fáma je podle Jeana-Noëla Kapferera nejstarším sdělovacím prostředkem. Fáma jako narativní žánr byl znám již ve starověkém Řecku. Pod jménem Pheme se zde vyskytuje postava bohyně nejistého původu, která dodává naději.
V antickém Římě najdeme zmínky o této bytosti zejména u Vergilia a Ovidia, v satirické formě také u Petronia. Římané jí již připisují také negativní vlastnosti.
Publius Vergilius Maro popsal fámu v díle Aeneis takto:
Pověst, jíž žádná z příšer se rychlostí nemůže rovnat,

poněvadž rychlostí roste a chůzí nabývá síly,

nesmělá zprvu a malá, však záhy se do výše zvedne,

nohama po zemi kráčí a v mracích ukrývá hlavu.

Neboť prý rodička Zem, jsouc na bohy zjitřena hněvem,

po Koiu, po Enkeladu ji zrodila, poslední sestru,

nohou nadmíru rychlých a křídel hbitosti velké,

netvor to velký, hrozný – a kolik má po těle peří,

tolik – divocí div – má nad nimi slídivých očí,

jazyků v mluvících ústech a tolikéž vztyčených uší.

Uprostřed nebe a země se temnem za noci vznáší,

šustí a k sladkému spánku svá víčka nesklání nikdy.

Za světla sedí a slídí buď na střechách vysokých domů

anebo na vrchu věží a děsí veliká města,

výmysly mluví i lež, však také zvěstuje pravdu.
Publius Ovidius Naso ji ve svém díle Proměny popisuje jako příbytek, kde je vše vidět a slyšet. Bytosti, které tento příbytek obývají, vždy vše, co uslyší, pozmění a pošlou dále.

## Personifikace

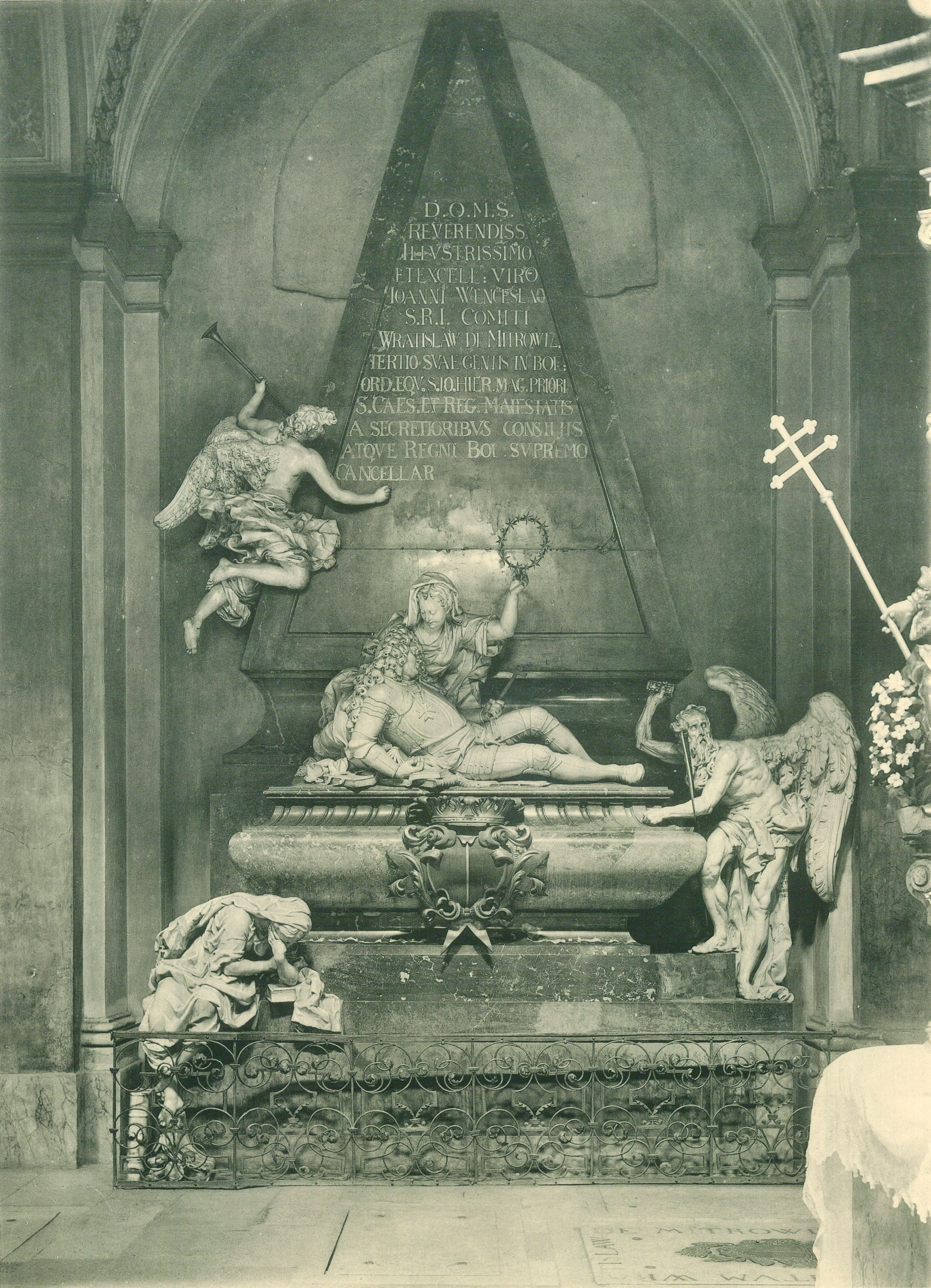
Alegorie Fámy (s trubkou) a Slávy (s věncem) na náhrobku Jana Václava Vratislava z Mitrovic

Od starověku byla fáma – podobně jako pomluva – personifikována jako negativní činitel, nejčastěji zlou starou ošklivou ženou s klubkem hadů ve vlasech či jedovatým hadem v ústech. Jindy má dlouhé uši, aby vše slyšela. Jindy mívá křídla, aby se mohla rychle rozlétnout, a vytrubuje své zvěsti na trubku. Nejoblíbenější bývala její vyobrazení v době renesance a baroka, například v Kuksu je socha od Matyáše Bernarda Brauna.
Fáma ovšem může mít také pozitivní smysl. Pak bývala - opět často v době barokní, ale i v 19. století - vyobrazena jako okřídlená vznášející se mladá žena s trubkou u úst, ztotožněná někdy s Nesmrtelností. V tom případě jejím protějškem bývala Sláva s věncem v rukou věnčící triumfujícího (a nejčastěji zemřelého) hrdinu. Tak například anonymní veršovaná kniha z roku 1641, oslavující mučedníka Jana Nepomuckého, nese titul Fama posthuma - Posmrtná pověst.

## Od 1940 do současnosti
Systematický výzkum fámy začal v období druhé světové války v USA, kdy se především zkoumala nepřátelská propaganda. V roce 1944 vyšla kniha Roberta Knappa Psychologie fámy. Knapp v ní rozdělil fámy, které se v USA vyskytovaly v průběhu druhé světové války, na tři základní skupiny:
- Bogies („strašáci“) – fámy, které předpovídaly útok Japonců na území USA atd. Ze všech fám tvořily bogies 25%.
- Pipe dreams („vzdušné zámky“) – fámy ohlašující brzký konec války atd. Celkem 5%
- Wedge drivers („rozdělující“) – fámy, které „rozdělovaly“ obyvatele. Obviňovaly evropské přistěhovalce z kolaborantství atd. Celkem 65% všech fám.
- + 5% neklasifikovaných fám.

Jako první také zdůraznil, že fáma je schopna ventilovat a uspokojovat emoční potřeby obyvatelstva.
V roce 1988 byla založena Mezinárodní společnost pro výzkum současné pověsti (International Society for Contemporary Legend Research – ISCLR), která se studiem fám zabývá vedle jejích příbuzných žánrů, především pak tedy současné pověsti.
Prvními vědci, kteří se studiem fámy zabývali, byli psychologové. Následovali sociologové, od 80. let pak etnologové, kteří navázali na své dřívější výzkumy městských legend.
V současnosti fáma převládá jako forma folkloru. Je to šíření neověřené informace o aktuálních problémech ze všech společenských vrstev a ze všech sfér našeho života. Od městské pověsti (z anglického urban legend) se liší stručností (nemá děj), naléhavostí a rychlostí. Účelem fámy je varovat (často falešně) nebo diskreditovat. Oproti tomu současná pověst většinou vypráví příběh, který má za úkol pobavit či šokovat. Obě pocházejí z neověřených zdrojů (někdy z oficiálních médií, bulvárního vysílání, tisku apod.) Fáma se šíří jednak orálně, významným médiem je také internet, nejčastěji sociální sítě.

## Některé současné fámy v Česku
- O škvorovi, který vleze člověku do ucha a pomocí zadečkových klíštěk prokousne bubínek.
- O injekčních stříkačkách umístěných v madlech eskalátorů nebo v sedadlech autobusů, které nakazí lidi virem HIV.
- O Romech, kteří na koupalištích lepí na tobogany žiletky. Zajímavé je, že stejná fáma se s obměnou aktérů vyskytuje i v zahraničí: V Británii je lepí Pákistánci, v USA Mexičané, v Německu Turci…
- O romských rodinách, které dostávají zadarmo léky v lékárně, kočárky atd.
- Ekologové uměle chovají zmije a vysazují je z letadel.